# 格林·佛萊
格林·路易斯·佛萊（英語：Glenn Lewis Frey，1948年11月6日—2016年1月18日），又譯格伦·弗雷，生於美國密西根州底特律，歌手與製作人，是老鷹乐队的創始團員之一，曾擔任主唱及吉他手。在老鷹乐队期間，格林·佛萊曾經獲得六座葛萊美獎與五座全美音樂獎，老鷹乐队在1998年獲選進入摇滚名人堂。老鷹合唱團在1980年解散後，格林·佛萊在1982年推出自己的專輯。

## 生平
1970年，認識唐·亨利。當時琳達·朗絲黛需要一個後場樂團作伴奏，她雇用了格林·佛萊等人。在1971年夏天，表演結束後，格林·佛萊等組織了老鷹合唱團。
佛萊先生比較膾灸人口的歌曲是The one you love ( 中譯：< 你愛的人 > )
2016年1月18日，因為類風濕性關節炎、急性潰瘍性大腸炎、肺炎等多種併發症，病逝紐約。享年68岁。